# Hechura lítica

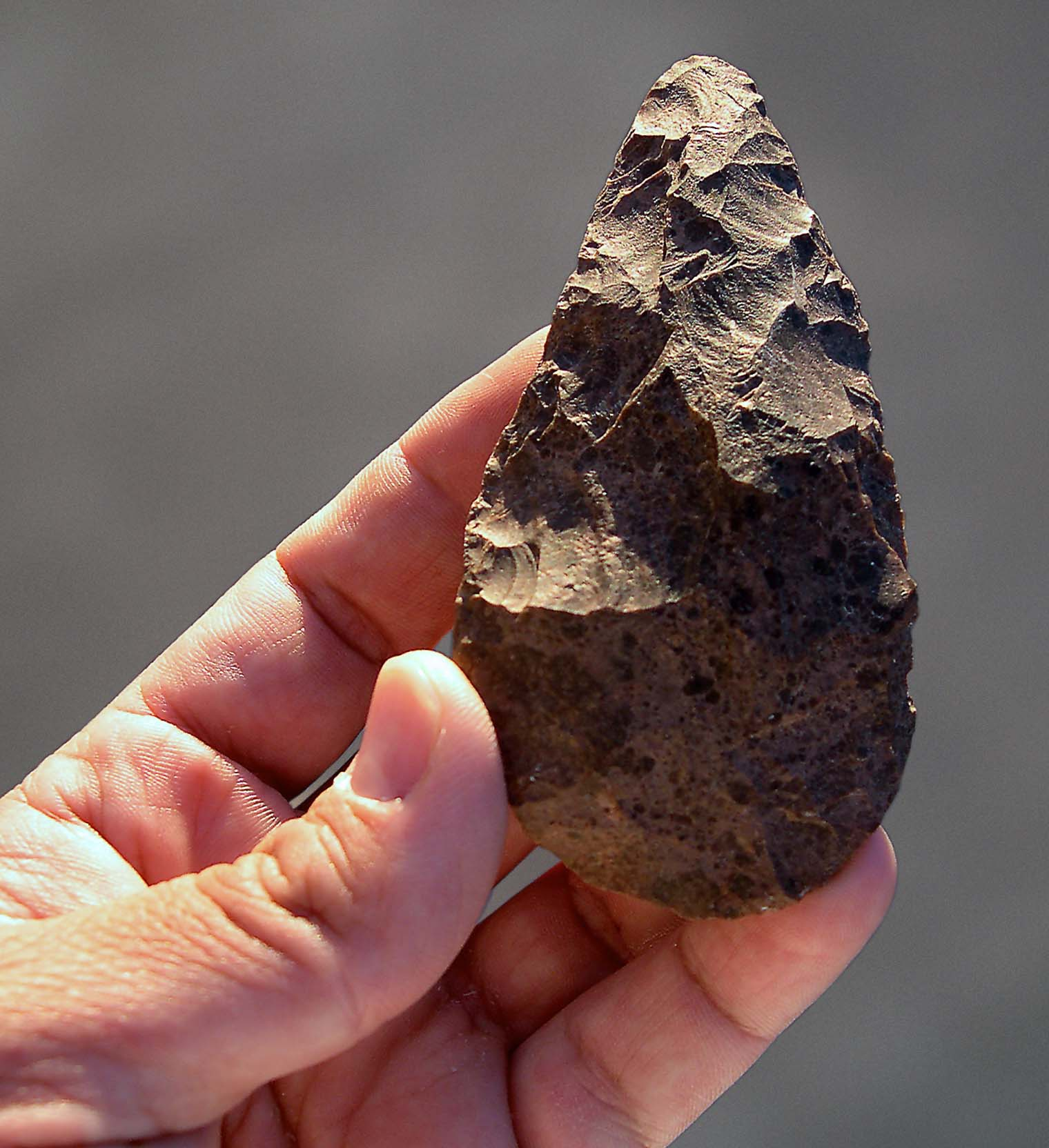
Bifaz en cuya hechura ha intervenido el percutor blando de cuerna de cérvido.

La hechura es una forma de talla lítica consistente en la modificación de la morfología general del soporte —sea éste un canto o una lasca—, con objeto de conseguir una silueta específica. La forma de muchos de los utensilios tiende a la simetría, pero, de cualquier modo, el objeto primordial de la hechura es crear una zona funcional, salvo alguna excepción, o un sistema de fijación a un mango o que facilite su aprehensión. Así, pues, la hechura corresponde con la expresión francesa façonnage (la más extendida por ser un concepto creado en la escuela francesa) y en inglés se denominaría Lithic reduction (aunque, en este caso, la expresión es más amplia, pues abarca, también, la preparación de los núcleos antes de comenzar su explotación, cosa que no suele incluirse en el término español, ni en el francés), tampoco la palabra puede aplicarse a los cantos tallados, pero sí a las fases de fabricación de los poliedros. A menudo, es imposible atribuir una función determinada, ni siquiera un propósito intencionado, a los objetos elaborados por desbastado. Por otra parte, resulta evidente que la función de la hechura es darle al objeto una forma determinada; por ejemplo, una punta de flecha, cuya utilidad puede ser sospechada, un bifaz de función desconocida o el esbozo de un hacha antes de ser pulimentada. La hechura es, pues, casi siempre, privativa de útiles nucleares, como los bifaces (y, en general, las piezas bifaciales), hendidores, picos, poliedros y puntas, entre otros. Se distingue del lascado o extracción de lascas (u hojas) en que el objeto de la hechura es el producto nuclear y no las lascas (que son un subproducto (aprovechable o no).
Por lo general, la hechura no tiene un lugar muy concreto dentro de la cadena operativa, sino que depende de cada tipo, de cada cultura o del nivel tecnológico. A grandes rasgos, pueden catalogarse dos grandes modalidades de hechura, la bifacial y la polifacial.

## Hechura bifacial
La talla bifacial es una de esas raras técnicas que sobreviven a lo largo de toda la prehistoria humana; apareció en el este de África, al finalizar el periodo Olduvayense, hace un millón y medio de años, y desde entonces no ha sido abandonado. Los bifaces son muy corrientes en el Paleolítico Inferior y, aunque no de un modo absoluto, son uno de los tipos más importantes del Achelense. En periodos posteriores, el desbastado por talla bifacial aparece y desaparece, dependiendo de la cultura. Alcanza su apogeo en el Paleolítico Superior, durante el Solutrense. Al cambiar los modos de vida, vuelve a ser muy común durante el Neolítico, principalmente para fabricar puntas de flecha. A pesar de que la expresión puede resultar ambigua, la hechura bifacial también incluye, ocasionalmente, golpes monofaciales, pues desde el punto de vista mecánico no suponen una diferencia fundamental: cuando se dispone de un soporte adecuado (lasca, guijarro…), antes de comenzar la hechura, la talla bifacial puede ser sustituida por una monofacial, siendo el producto, morfológica y funcionalmente hablando, equivalente. En la hechura bifacial se busca la simetría respecto al plano de aplastamiento (lo que se llama equilibrio bifacial) pero también respecto al eje morfológico (es decir, equilibrio bilateral). Así se obtienen unos bordes más o menos simétricos que son los que marcan la forma del utensilio, esto es, las aristas, a veces cortantes, a veces embotadas. Aparte habría un extremo terminal que, potencialmente, suele ser la parte funcional de la pieza. Esta modalidad de hechura es la que se emplea en el caso de las piezas bifaciales, pero también en los picos, los hendidores, las puntas...
A veces la hechura bifacial tiene varias fases, comenzando con una preparación o desbastado con el que se obtiene un bosquejo o preforma de la pieza. La talla de preparación o de esbozo está destinada a la creación, por medio de una o más series de lascados, de dos superficies, una en cada cara, que se cortan en un plano secante. Esas dos caras pueden ser más o menos convexas y están delimitadas por dos aristas que definen la morfología del artefacto. Cuanto más difiera el soporte de la apariencia final deseada, mayor será la importancia de esta etapa. Cualquier soporte puede ser transformado en un esbozo bifacial: un guijarro, un bloque, una placa, una lasca, etc. Cuanto más diferente es la morfología del soporte de la forma final deseada (especialmente en el grosor), mayor es el trabajo empleado en el desbastado: no se necesita mucho trabajo para esbozar una pieza bifacial (por ejemplo, una punta de flecha) a partir de una lasca. Si se usa una lasca o un canto de forma muy apta, esta fase de desbastado puede llegar a ser mínima, incluso innecesaria y (para el caso de las lascas) ser sustituida por el retoque. Puede observarse, por tanto, que la cantidad de trabajo necesaria para esbozar y terminar un artefacto por medio del desbastado varía la relación de una fase con la otra; o puede reducirse a una sola fase de trabajo. Depende tanto del soporte como del producto deseado.

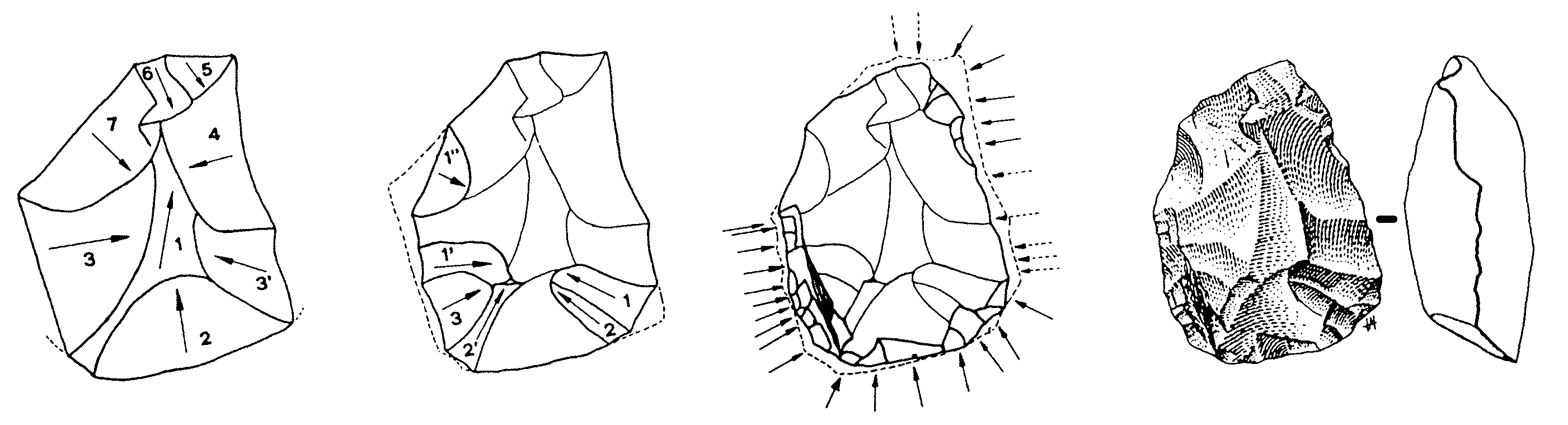
Fases de la hechura de un bifaz achelense: en primer lugar, el desbastado de la preforma; después, perfeccionamiento de la morfología; para terminar, una retalla rectificadora de las aristas.

De hecho, las últimas fases de la hechura, destinadas a perfeccionar la preforma, rectificando pequeños defectos, se parecen mucho al retoque —siendo difícil definir los límites entre ambos conceptos (estamos, pues, ante una falla básica del concepto, que necesita ser afinado)—, ya que se trata de modificaciones muy leves de los bordes, para conseguir una zona funcional más eficaz. En determinadas culturas prehistóricas se renunciaba a esta fase de corrección y acabado, probablemente por economía de gestos; pero en otras culturas, la hechura llega a ser de un refinamiento exquisito.

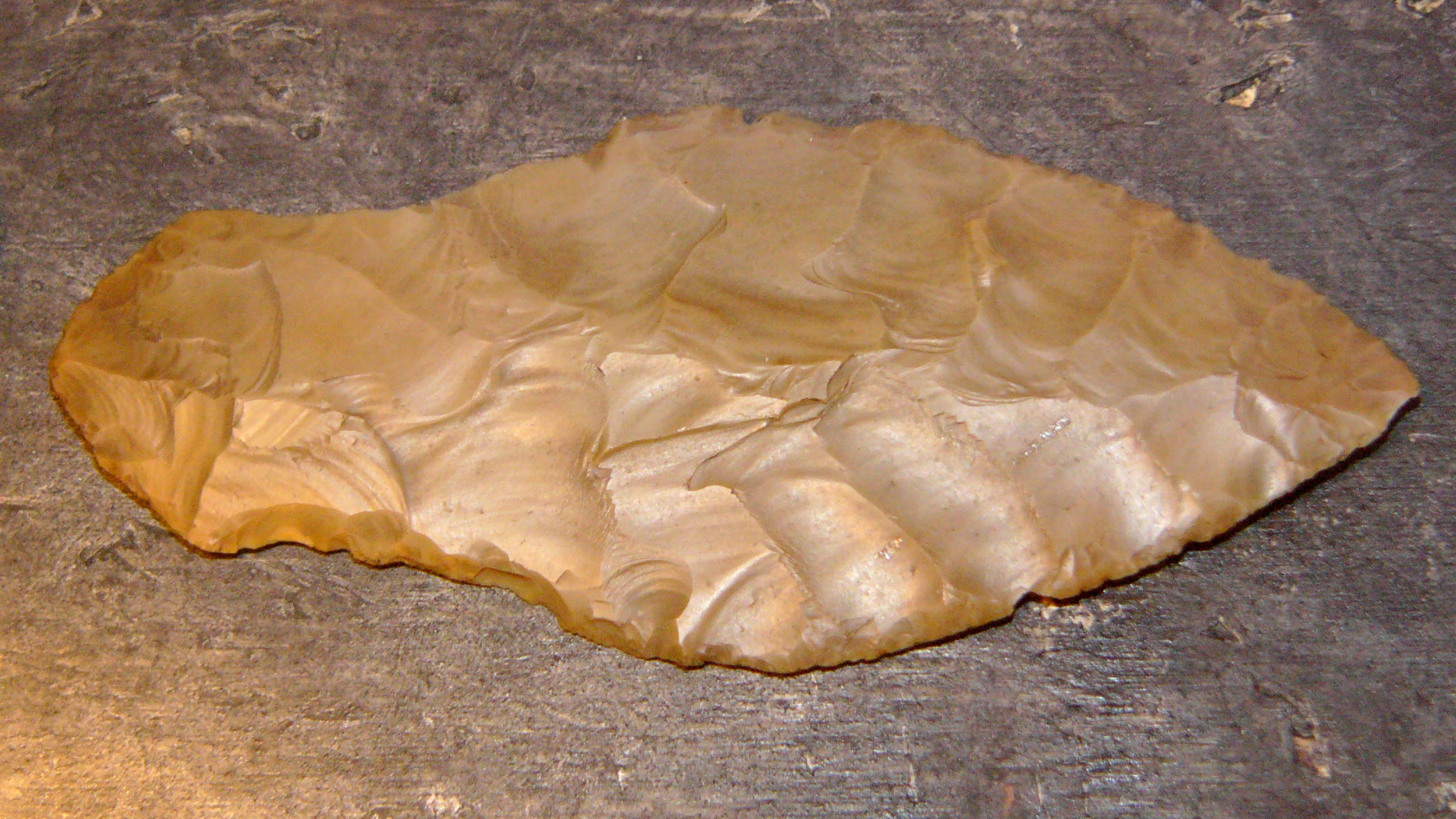
Cuchillo de sílex (República checa).

La morfología de los objetos desbastados bifacialmente puede ser muy variable. La distribución del volumen de la pieza a lo largo de la fase de esbozado, mencionada más arriba, tiende a la simetría en cualquier cara a cada lado del plano secante, salvo que la disimetría sea intencionada. La vista frontal puede poseer una simetría bilateral perfecta, o ser asimétrica o en hombrera, etc. Algunas piezas son morfológica y técnicamente estables a través de largos periodos, como el bifaz achelense. Aunque las investigaciones trazalógicas no pueden, todavía, las razones funcionales del éxito del bifaz, parece que su desarrollo está estrechamente ligado a la idea de simetría (bien dominada durante el Achelense), incluso si está lejos de ser perfecta. Este desarrollo puede, también, estar ligado a la posibilidad de trabajar grandes soportes usando el desbastado bifacial, cuando la materia prima no es muy apta para la talla. Otras morfologías bifaciales han surgido de concepciones con una existencia limitada tanto en el tiempo como en el espacio, como la hoja de laurel solutrense, algunas puntas de proyectil de la Norteamérica precolombina, como las puntas Clovis o Folsom o los cuchillos del Calcolítico, que, sin duda es la edad de oro de la talla lítica.

## La hechura polifacial

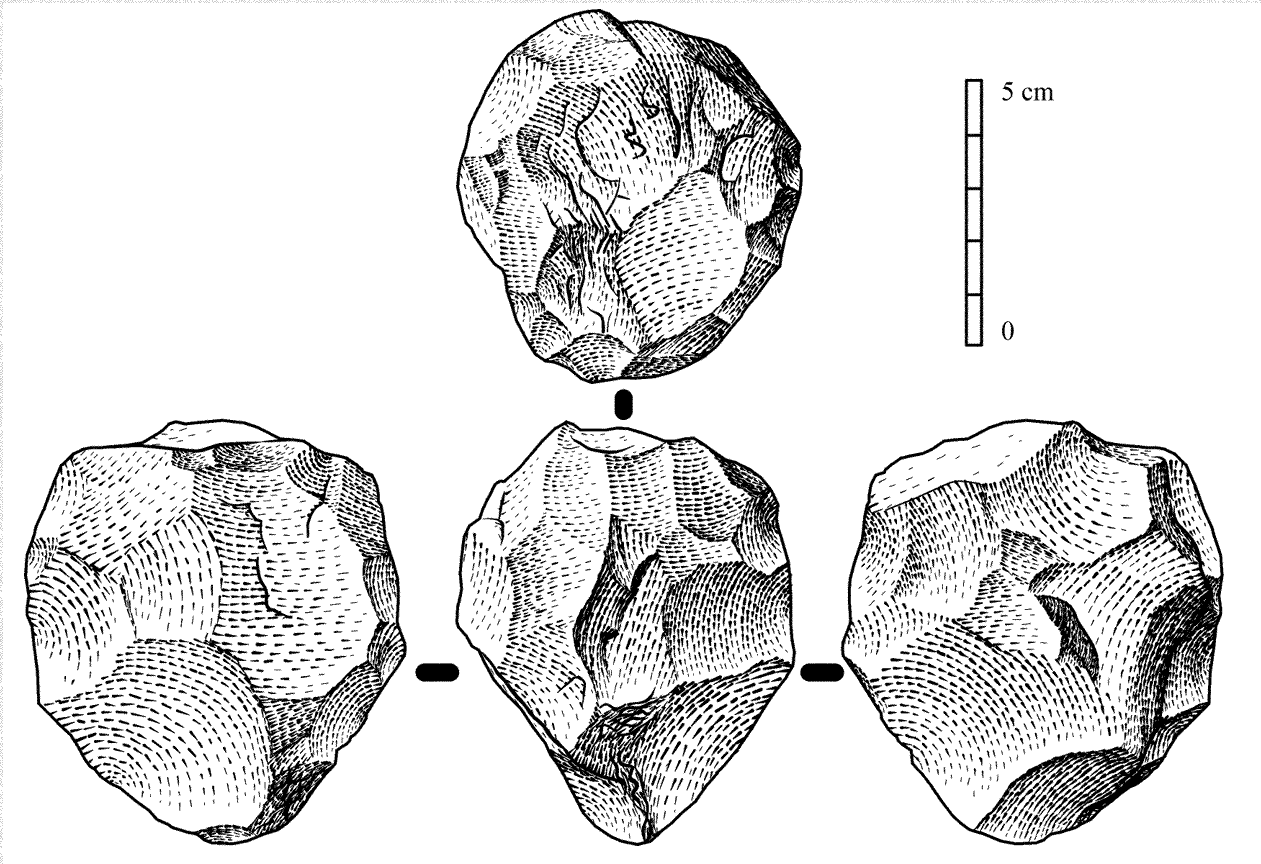
Poliedro achelense de cuarcita.

La hechura polifacial se refiere al desbastado poliédrico de la roca, que suele ser más rara y privativa de instrumentos muy específicos. El desbastado polédrico aparece muy pronto, en el periodo Olduvayense, pero solo con la llegada del Achelense puede utilizarse la expresión “método polédrico”. Se parte de un soporte grueso, globular ya que se busca una forma redondeada u oblonga. Por lo común, los productos obtenidos con la talla poliédrica carecen de plano de aplastamiento o de eje de simetría, que es sustituido por la simetría cilíndrica (en sentido estricto) o por la simetría esférica: un punto central alrededor del cual el volumen se distribuye más o menos equitativamente, buscando la esfericidad. La técnica que se usa casi siempre es la percusión directa con percutor duro, obteniendo, así, los característicos poliedros paleolíticos. Otras veces hay una fase extra de martilleado o abujardado, que consiste en machacar las aristas y otras formas salientes, redondeando la mayor parte de la pieza, como ocurre con las manos molenderas de molinos y morteros neolíticos e incluso con las hachas pulimentadas que antes del alisado han sido configuradas por talla polifacial y martilleado.

## Preformas
Los productos manufacturados en la manera descrita, por medio de un desbastado bi o polifacial, no son, a menudo, más que esbozos. Estos esbozos son, simplemente, un estadio de una larga cadena operativa, incluso en el caso de que haya una clara separación espacio-temporal entre la manufactura de la forma base y la última fase de fabricación. El acabado es, a menudo, llevado a cabo usando una técnica diferente de la utilizada en el desbastado de la preforma. Ésta puede ser, en el caso de varias piezas bifaciales, la presión; el martilleado para hacer una bola; el pulimento, para las hachas y azuelas pulimentadas. Puede darse una fase adicional, la mejora de la respuesta a la talla por medio del tratamiento térmico, esta técnica está situada en la cadena operativa entre el desbastado y el acabado, permitiendo que este último sea más sencillo.

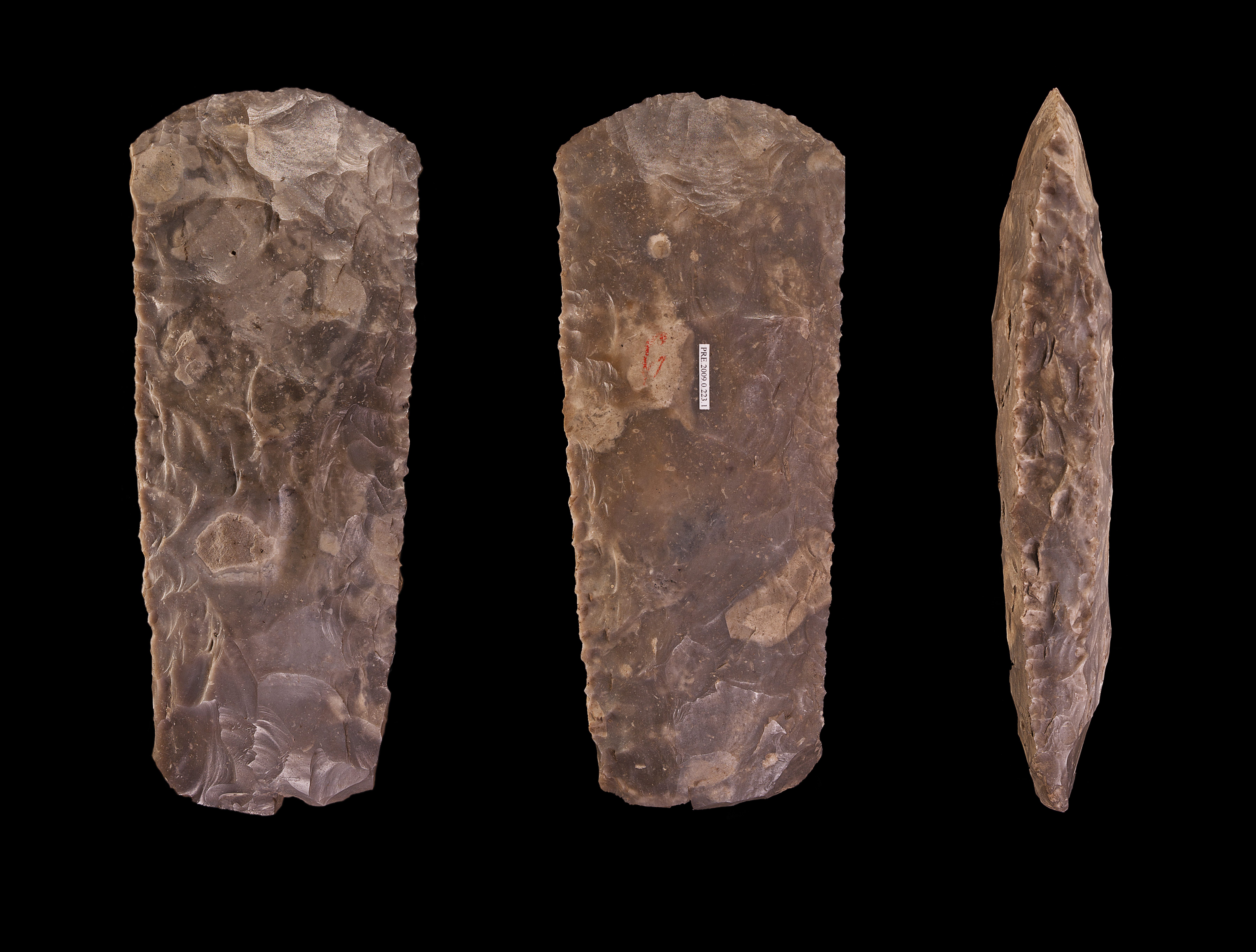
Preforma de un hacha neolítica.